# Noah Hickey
Noah Hickey (ur. 9 czerwca 1978 w Auckland) – nowozelandzki piłkarz, grający podczas kariery na pozycji pomocnika.

## Kariera klubowa
Noah Hickey rozpoczął karierę w klubie Central United w 1996 roku. Z Central United dwukrotnie zdobył Chatham Cup w 1997 i 1998 roku. W latach 1999–2001, 2003-2004 i 2005-2006 był zawodnikiem występującego w National Soccer League Football Kingz, który później zmienił nazwę na New Zealand Knights.
W latach 2001–2003 występował w Finlandii w klubie Tampere United. Z Tampere zdobył mistrzostwo Finlandii 2001. Po powrocie na Nową Zelandię występował w Waitakere United. Od 2007 roku jest zawodnikiem Gisborne City.

## Kariera reprezentacyjna
W reprezentacji Nowej Zelandii Hickey zadebiutował 31 maja 1997 w przegranym 0-1 meczu z Papuą-Nową Gwineą w eliminacjach Mistrzostw Świata 1998. W 2001 roku uczestniczył w eliminacjach Mistrzostw Świata 2002.
W 2003 roku wystąpił w Pucharze Konfederacji, na którym Nowa Zelandia odpadła w fazie grupowej. Na turnieju we Francji wystąpił we wszystkich trzech meczach z Japonią, Kolumbią i Francją. W 2004 roku uczestniczył w eliminacjach Mistrzostw Świata 2006. Oostatni raz w reprezentacji wystąpił 28 marca 2007 w przegranym 0-5 meczu z Wenezuelą. Ogółem w latach 1997–2007 w reprezentacji wystąpił w 33 meczach, w których strzelił 3 bramki.